# Хряпкино
Хряпкино — деревня в Козельском районе Калужской области. Входит в состав Сельского поселения «Деревня Киреевское-Первое».
Расположено примерно в 4 км к юго-западу от деревни Киреевское Второе.

## Население
На 2010 год население составляло 25 человек.